# Élections générales espagnoles de 2016 dans la Communauté valencienne
Les élections générales espagnoles de 2016 (en espagnol : Elecciones generales de España de 2016) se sont tenues le dimanche 26 juin 2016 afin d'élire les 350 députés et 208 des 266 sénateurs de la XIIe législature des Cortes Generales. 33 députés sont élus dans la Communauté valencienne (un député de plus que lors du dernier scrutin).

## Résultats
| Parti                  | Parti                                                   | Voix      | %     | +/-           | Sièges | +/-           |
| ---------------------- | ------------------------------------------------------- | --------- | ----- | ------------- | ------ | ------------- |
|                        | Parti populaire (PP)                                    | 919 229   | 35,44 | 4,18          | 13     | 2             |
|                        | A la valenciana (ALV-UP) (Pod.-Compromís-EUPV)          | 659 771   | 25,44 | 3,86          | 9      | en stagnation |
|                        | Parti socialiste ouvrier espagnol (PSOE)                | 539 278   | 20,79 | 0,96          | 6      | 1             |
|                        | Ciudadanos (Cs)                                         | 388 127   | 14,96 | 0,88          | 5      | en stagnation |
|                        | Parti animaliste contre la maltraitance animale (PACMA) | 32 611    | 1,26  | 0,33          | 0      | en stagnation |
|                        | Nous sommes Valenciens (SOMVAL)                         | 6 647     | 0,26  | 0,03          | 0      | en stagnation |
|                        | Citoyens de centre démocrate (CCD)                      | 6 273     | 0,24  | 0,10          | 0      | en stagnation |
|                        | Vox                                                     | 6 095     | 0,23  | 0,04          | 0      | en stagnation |
|                        | Union, progrès et démocratie (UPyD)                     | 5 585     | 0,22  | 0,43          | 0      | en stagnation |
|                        | Recortes Cero-Grupo Verde (RC-GV)                       | 4 798     | 0,18  | 0,01          | 0      | en stagnation |
|                        | Parti communiste des peuples d'Espagne (PCPE)           | 3 551     | 0,14  | 0,02          | 0      | en stagnation |
|                        | Les Verts éco-pacifistes (LVEP)                         | 3 011     | 0,12  | en stagnation | 0      | en stagnation |
|                        | Autres partis                                           | 3 503     | 0,14  | -             | 0      | -             |
|                        | Vote blanc                                              | 15 415    | 0,59  | 0,01          |        |               |
|                        |                                                         |           |       |               |        |               |
| Suffrages exprimés     | Suffrages exprimés                                      | 2 593 894 | 99,13 |               |        |               |
| Votes nuls             | Votes nuls                                              | 22 874    | 0,87  |               |        |               |
| Total                  | Total                                                   | 2 616 768 | 100   | -             | 33     | 1             |
| Abstention             | Abstention                                              | 990 065   | 27,63 |               |        |               |
| Inscrits/Participation | Inscrits/Participation                                  | 3 615 833 | 72,37 |               |        |               |

### Résultats par provinces

#### Alicante
| Parti                  | Parti                                                   | Voix      | %     | +/-  | Sièges | +/-           |
| ---------------------- | ------------------------------------------------------- | --------- | ----- | ---- | ------ | ------------- |
|                        | Parti populaire (PP)                                    | 329 628   | 37,66 | 4,84 | 5      | 1             |
|                        | A la valenciana (ALV-UP) (Pod.-Compromís-EUPV)          | 193 263   | 22,08 | 3,88 | 3      | en stagnation |
|                        | Parti socialiste ouvrier espagnol (PSOE)                | 187 484   | 21,42 | 0,57 | 2      | 1             |
|                        | Ciudadanos (Cs)                                         | 138 517   | 15,83 | 1,23 | 2      | en stagnation |
|                        | Parti animaliste contre la maltraitance animale (PACMA) | 10 632    | 1,21  | 0,30 | 0      | en stagnation |
|                        | Les Verts éco-pacifistes (LVEP)                         | 3 011     | 0,34  | 0,02 | 0      | en stagnation |
|                        | Vox                                                     | 2 003     | 0,23  | 0,02 | 0      | en stagnation |
|                        | Union, progrès et démocratie (UPyD)                     | 1 961     | 0,22  | 0,40 | 0      | en stagnation |
|                        | Parti communiste des peuples d'Espagne (PCPE)           | 1 582     | 0,18  | 0,01 | 0      | en stagnation |
|                        | Recortes Cero-Grupo Verde (RC-GV)                       | 1 293     | 0,15  | 0,04 | 0      | en stagnation |
|                        | Autres partis                                           | 957       | 0,11  | -    | 0      | -             |
|                        | Vote blanc                                              | 4 838     | 0,55  | 0,03 |        |               |
|                        |                                                         |           |       |      |        |               |
| Suffrages exprimés     | Suffrages exprimés                                      | 875 169   | 99,16 |      |        |               |
| Votes nuls             | Votes nuls                                              | 7 432     | 0,84  |      |        |               |
| Total                  | Total                                                   | 882 601   | 100   | -    | 12     | en stagnation |
| Abstention             | Abstention                                              | 370 695   | 29,58 |      |        |               |
| Inscrits/Participation | Inscrits/Participation                                  | 1 253 296 | 70,42 |      |        |               |

#### Castellón
| Parti                  | Parti                                                   | Voix    | %     | +/-  | Sièges | +/-           |
| ---------------------- | ------------------------------------------------------- | ------- | ----- | ---- | ------ | ------------- |
|                        | Parti populaire (PP)                                    | 106 746 | 35,68 | 3,86 | 2      | en stagnation |
|                        | A la valenciana (ALV-UP) (Pod.-Compromís-EUPV)          | 72 281  | 24,16 | 3,09 | 1      | en stagnation |
|                        | Parti socialiste ouvrier espagnol (PSOE)                | 66 062  | 22,08 | 0,56 | 1      | en stagnation |
|                        | Ciudadanos (Cs)                                         | 44 121  | 14,75 | 0,87 | 1      | en stagnation |
|                        | Parti animaliste contre la maltraitance animale (PACMA) | 2 985   | 1,00  | 0,27 | 0      | en stagnation |
|                        | Citoyens de centre démocrate (CCD)                      | 1 712   | 0,57  | 0,12 | 0      | en stagnation |
|                        | Vox                                                     | 711     | 0,24  | 0,06 | 0      | en stagnation |
|                        | Union, progrès et démocratie (UPyD)                     | 662     | 0,22  | 0,34 | 0      | en stagnation |
|                        | Recortes Cero-Grupo Verde (RC-GV)                       | 561     | 0,19  | 0,03 | 0      | en stagnation |
|                        | Phalange espagnole (FE-JONS)                            | 476     | 0,16  | Nv.  | 0      | en stagnation |
|                        | Nous sommes Valenciens (SOMVAL)                         | 415     | 0,14  | 0,01 | 0      | en stagnation |
|                        | Parti communiste des peuples d'Espagne (PCPE)           | 403     | 0,13  | 0,03 | 0      | en stagnation |
|                        | Vote blanc                                              | 2 069   | 0,69  | 0,01 |        |               |
|                        |                                                         |         |       |      |        |               |
| Suffrages exprimés     | Suffrages exprimés                                      | 299 204 | 98,97 |      |        |               |
| Votes nuls             | Votes nuls                                              | 3 120   | 1,03  |      |        |               |
| Total                  | Total                                                   | 302 324 | 100   | -    | 5      | en stagnation |
| Abstention             | Abstention                                              | 114 167 | 27,41 |      |        |               |
| Inscrits/Participation | Inscrits/Participation                                  | 416 491 | 72,59 |      |        |               |

#### Valence
| Parti                  | Parti                                                   | Voix      | %     | +/-           | Sièges | +/-           |
| ---------------------- | ------------------------------------------------------- | --------- | ----- | ------------- | ------ | ------------- |
|                        | Parti populaire (PP)                                    | 482 855   | 34,02 | 3,83          | 6      | 1             |
|                        | A la valenciana (ALV-UP) (Pod.-Compromís-EUPV)          | 394 227   | 27,77 | 4,02          | 5      | en stagnation |
|                        | Parti socialiste ouvrier espagnol (PSOE)                | 285 732   | 20,13 | 1,29          | 3      | en stagnation |
|                        | Ciudadanos (Cs)                                         | 205 489   | 14,48 | 0,65          | 2      | en stagnation |
|                        | Parti animaliste contre la maltraitance animale (PACMA) | 18 994    | 1,34  | 0,35          | 0      | en stagnation |
|                        | Nous sommes Valenciens (SOMVAL)                         | 5 678     | 0,40  | 0,04          | 0      | en stagnation |
|                        | Citoyens de centre démocrate (CCD)                      | 4 561     | 0,32  | 0,17          | 0      | en stagnation |
|                        | Vox                                                     | 3 381     | 0,24  | 0,04          | 0      | en stagnation |
|                        | Union, progrès et démocratie (UPyD)                     | 2 962     | 0,21  | 0,47          | 0      | en stagnation |
|                        | Recortes Cero-Grupo Verde (RC-GV)                       | 2 944     | 0,21  | 0,02          | 0      | en stagnation |
|                        | Parti communiste des peuples d'Espagne (PCPE)           | 1 566     | 0,11  | 0,03          | 0      | en stagnation |
|                        | Phalange espagnole (FE-JONS)                            | 1 465     | 0,10  | Nv.           | 0      | en stagnation |
|                        | Autres partis                                           | 1 159     | 0,08  | -             | 0      | -             |
|                        | Vote blanc                                              | 8 508     | 0,60  | en stagnation |        |               |
|                        |                                                         |           |       |               |        |               |
| Suffrages exprimés     | Suffrages exprimés                                      | 1 419 521 | 99,14 |               |        |               |
| Votes nuls             | Votes nuls                                              | 12 322    | 0,86  |               |        |               |
| Total                  | Total                                                   | 1 431 843 | 100   | -             | 16     | 1             |
| Abstention             | Abstention                                              | 514 203   | 26,42 |               |        |               |
| Inscrits/Participation | Inscrits/Participation                                  | 1 946 046 | 73,58 |               |        |               |